# Michel Rachline
Pour les articles homonymes, voir Rachline.
Michel Rachline, né le 5 juin 1933 à Paris et mort dans la même ville le 19 novembre 2012, est un poète, écrivain, romancier et polémiste français. Il a écrit plus de 20 romans, récits et pamphlets ainsi que de nombreux recueils de poésie dont certains parus alors qu’il était encore adolescent. Il fut également marchand de tableaux et le premier collectionneur du peintre Gérard Fromanger. Ami intime de Jacques Prévert, Michel Rachline fut à la fois son éditeur et biographe.

## Biographie
Fils aîné de l'industriel et résistant Lazare Rachline et de Suzanne Abraham, tous deux de confession juive, Michel Rachline fut marié à Marie-Françoise Bleustein-Blanchet (1940-1968), dont il divorça en 1964 et avec qui il eut deux enfants, Sophie et Nicolas Rachline, puis avec Michèle Brémond (également décédée) avec qui il eut une fille, Marielle Rachline.
Il a publié plus de 30 livres chez divers éditeurs, dont Nathan, La Table ronde, Ramsay, Guy Authier, J.C. Lattès, Olivier Orban... Il a également présenté et participé à des émissions littéraires à la télévision ainsi qu'à de nombreuses émissions de radio, dont Radioscopie de Jacques Chancel et Apostrophes de Bernard Pivot.
On compte parmi ses ouvrages Trilogie de la mort (1971-1973), Le Bonheur nazi (1975), Un Juif libre (1976), Les Fantastications (œuvre poétique complète, 2004) ainsi que quelques biographies dont celle de Jacques Prévert dont il était un proche. En 1975, il reçoit le prix Broquette-Gonin.
Il a par ailleurs publié, en collaboration avec des personnalités du monde économique et industriel, de nombreux documents traitant de questions inhérentes à la société d'aujourd'hui.
Il a appartenu à l'Association pour la défense de la libre recherche historique présidée par Michel Sergent.
Il est le père de la productrice Sophie Dulac.